# 1106
| 1106               |
| ------------------ |
| Dødsfald - Fødsler |
|                    |

| Gregoriansk kalender | 1106 MCVI               |
| Ab urbe condita      | 1859                    |
| Armensk kalender     | 555 ԹՎ ՇԾԵ              |
| Kinesiske kalender   | 3802 – 3803 乙酉 – 丙戌 |
| Etiopisk kalender    | 1098 – 1099             |
| Jødisk kalender      | 4866 – 4867             |
| Hindukalendere       |                         |
| - Vikram Samvat      | 1161 – 1162             |
| - Shaka Samvat       | 1028 – 1029             |
| - Kali Yuga          | 4207 – 4208             |
| Iransk kalender      | 484 – 485               |
| Islamisk kalender    | 499 – 500               |

Konge i Danmark: Niels 1104–1134
Se også 1106 (tal)